# Raceway Venray
De Raceway Venray, ook wel bekend als Circuit de Peel, is een racecircuit in Venray, Limburg. Het originele complex bestond uit een motorcrosscircuit en later ook een autocrosscircuit, wat ook weer verdween, ten slotte uitgebreid met een asfalten kwartmijl oval gecombineerd met een kartbaan. SBS Raceworld was 28 mei 2007 op het circuit om verslag te doen van het Stockcar F1 kampioenschap. Nadat het gesloten was in 2007, het was namelijk illegaal gebouwd maar gedoogd door de gemeente, werd geprobeerd om een nieuw circuit te bouwen wat uiteindelijk aan de andere zijde van de weg waar het aan lag kwam. Dit complex bestaat uit een 880 m lange, 15 m brede oval met 25 graden banking in de bochten omringd door een geluidswal en een tribune aan het eerste rechte stuk met daarbinnen nog een kleine oval van 440m, een kartbaan en een motorcrosscircuit.

## Het oude circuit
Het circuit was gelegen in de ecologische hoofdstructuur, maar al jarenlang "gedoogd". Het circuit was illegaal omdat het niet is opgenomen in het bestemmingsplan, het had geen milieuvergunningen en ook geen bouwvergunningen. 
Diverse liefhebbers van auto- en motorsport betreurden de actie van VROM (om de EHS te beschermen) ten zeerste. Diverse organisaties (waaronder de lokale politieke fracties van InVENtief en SP, milieupartijen en organisaties gericht op recreëren in de natuur) en omwonenden die rust en natuur verkiezen boven geluidsoverlast juichten de actie van VROM toe.

## Heropening en nieuw circuit
Op tweede paasdag 2009 werd het nieuwe circuit voorlopig geopend met een open dag en demonstraties van verschillende ovalseries en de BRL V6 en BRL Light. Het complex bestond nog maar uit een korte oval en een kartbaan. Ook werd gewerkt aan een asfalten oval van 880 meter, een crosscircuit voor motoren en een volledige kartbaan.
Op tweede paasdag zouden de eerste races op het nieuwe circuit gehouden worden mits de geluidswal en -muur gereed zijn.
Uiteindelijk is dit niet gelukt en de races werden naar vliegbasis Brustem in België verplaatst waar een 400 meter lange oval werd opgebouwd met strobalen. De races die hierop werden gehouden zouden uiteindelijk niet meetellen voor het kampioenschap. 
Alle overige races in 2009 met uitzondering van de Worldcup Stockcar F1 & F2 die verplaatst is naar 26 en 27 september gingen ook niet door omdat het circuit nog steeds niet klaar was en elke overtreding kon leiden tot totale sluiting waarbij de eigenaar een groot verlies zou leiden. Dit patroon zou zich weer voordoen in 2010 toen ook slechts de worldcup werd gehouden op het circuit. Wel werd er nog enkele malen getest. 
Het circuit draaide van 2011 tot 2013 drie tot vier races per jaar onder evenementenvergunningen. In 2013 werd een vergunning afgegeven voor 11 geluidsdagen per jaar.

## Raceklasses
Op het circuit rijden bij vrijwel elke meeting de volgende klassen:
Short Track (440m) [ Circuit aangepast in 2016]
- Stockcar F1
- Stockcar F2
- F3 Stockcars Mini
- National Hotrod
- Hotrod 2ltr
- BMW 325i
- Saloon Stockcars

Niet meer actief op dit circuit:
- Formule Toyota
- Benelux Racing League

Long Track (880m):
- European Late Model Series
- Nascar Whelen Euro Series

Deze wedstrijden worden door Raceway Venray georganiseerd.